# Aaron Gwyn
Ne doit pas être confondu avec Aaron Gwin.
Aaron Gwyn, né le 22 août 1972 à Tulsa dans l'Oklahoma, est un écrivain américain.

## Biographie
Il obtient successivement un baccalauréat de l’East Central University (en), une maîtrise de l’université d'État de l'Oklahoma et un doctorat de l'université de Denver. Devenu professeur d'anglais à l'université de Caroline du Nord à Charlotte, il y enseigne l'écriture créative et la littérature américaine.
Comme écrivain, il fait d'abord paraître des nouvelles, où se perçoivent les influences conjuguées de Flannery O'Connor et de Raymond Carver, dans des anthologies collectives et dans le recueil Dog on the Cross en 2004. Certaines de ses nouvelles ont également été publiées par le magazine Esquire.
Il publie un premier roman, The World Beneath, en 2009, et le deuxième, La Quête de Wynne (Wynne's War), en 2014.

## Œuvres

### Romans
- (en) The World Beneath, W. W. Norton & Company, 2009
- La Quête de Wynne, Gallmeister, 2015 ((en) Wynne's War, Houghton Mifflin Harcourt, 2014), trad. François Happe, 312 p.  (ISBN 978-2351780947)

### Recueil de nouvelles
- (en) Dog on the Cross, Algonquin Books, 2004

### Nouvelles
- The Backsliders (2004)
- The Offering (2006)
- The Gray (2009)
- You and Me and the Devil Makes Three (2011)
- Dead Right There (2015)